# Dicranomyia (Dicranomyia) malitiosa
Dicranomyia (Dicranomyia) malitiosa is een tweevleugelige uit de familie steltmuggen (Limoniidae). De soort komt voor in het Neotropisch gebied.